# David Carradine
David Carradine, pseudonimo di John Arthur Carradine (Los Angeles, 8 dicembre 1936 – Bangkok, 3 giugno 2009), è stato un attore e artista marziale statunitense.
Il suo ruolo più rilevante è stato quello di Bill nei film Kill Bill: Volume 1 (2003) e Kill Bill: Volume 2 (2004), ma raggiunse la popolarità mondiale grazie alla serie TV Kung Fu, dove interpretava il ruolo del monaco shaolin Kwai Chang Caine, personaggio che doveva essere inizialmente interpretato da Bruce Lee, poi scartato perché "troppo asiatico". Grazie a Kung Fu, suo famoso estimatore fu Quentin Tarantino che lo scritturò come cattivo per Kill Bill e che così ne parlò: "Per un'intera generazione che non conosce Kung Fu, Anno 2000 - La corsa della morte o I cavalieri dalle lunghe ombre, non sarà ricordato come David Carradine, ma come Bill. Per me sarà sempre Kwai Chang Caine e sarà sempre Bill".
Sul kung fu Shaolin e sul taijiquan, che praticò anche nella vita, Carradine scrisse diversi libri e registrò alcuni DVD di esercizi video.

## Biografia
Nato in una famiglia di professionisti del cinema, era figlio di Ardanelle McCool e dell'attore John; i suoi genitori divorziarono quando aveva 8 anni; è fratello di Bruce e fratellastro di Keith e Robert, e di Michael Bowen. Era anche lo zio delle attrici Ever e Martha Plimpton. Studiò musica, composizione e recitazione alla San Francisco State University: servì nell'esercito americano per due anni prima di lavorare come attore televisivo e cinematografico. Ancora agli esordi cambiò il proprio nome in David, su consiglio di un produttore per evitare che il pubblico lo potesse confondere con il padre.

### Carriera
Il suo primo ruolo importante (ma non da protagonista) fu quello di 'Big' Bill Shelly nel film America 1929 - Sterminateli senza pietà (1972) di Martin Scorsese, che lo fece conoscere al grande pubblico. Divenne famoso a livello mondiale per il ruolo di Kwai Chang Caine in Kung Fu, serie televisiva degli anni settanta (come anche nel sequel degli anni ottanta e degli anni novanta).
Nel 1976 Carradine interpretò Woody Guthrie in Questa terra è la mia terra (1976) di Hal Ashby, film parzialmente ripreso dall'autobiografia del cantante, che ripercorre la storia dei migranti in cerca di fortuna, ambientato negli anni trenta sullo sfondo della grande depressione dove l'attore si esibì nel repertorio del folksinger antesignano del genere country, e in seguito ne incise molti brani della colonna sonora. Suonatore di chitarra, pianoforte e flauto, eseguì alcuni brani di colonne sonore in altri film da lui interpretati, come in Americana, Sonny Boy, e scrisse le musiche di alcuni brani in American Reel.
Carradine recitò in Il lungo addio (1973), interpretò il ruolo di Abel Rosenberg nel film L'uovo del serpente (1977) e fu uno dei protagonisti de I cavalieri dalle lunghe ombre (1980) insieme ai fratelli Keith e Robert.
Il nuovo secolo si aprì con la riscoperta di Carradine da parte delle nuove generazioni per il ruolo di Bill in Kill Bill: Volume 1 (2003) e vol. 2 (2004), entrambi diretti da Quentin Tarantino.
Apparso anche in numerosi telefilm e film televisivi, come Alias, diresse e interpretò California 436 (1976) e Americana, presentato al Festival di Cannes nel 1981. Apparve nel telefilm americano Streghe, nel ruolo di Tempus. Carradine è conosciuto anche per aver prodotto e interpretato vari video in cui insegna le arti marziali del Tai chi e Qi Gong.

### Vita privata
Nel 1960 sposò Donna Lee Becht, che aveva conosciuto a Oakland High School. I due ebbero una figlia, Calista (1962), e divorziarono nel 1968.
Nel 1968, sul set de Il pistolero di Dio, conobbe l'attrice Barbara Hershey, in seguito sua partner in due episodi di Kung Fu, con la quale ebbe una relazione da cui nacque un figlio, Free (1972). La carriera della Hershey, bollata come la donna di quello che era definito regular drug-user vivendo come hippy, a causa di questa relazione ebbe una battuta d'arresto. Fece scalpore la confessione dei due di non avere finto mentre giravano una scena di sesso sul set di America 1929 - Sterminateli senza pietà. La scena di nudo dei due attori fu ricreata in un ritratto fotografico e pubblicata da Playboy.
Nel 1975, Carradine ebbe una relazione con l'attrice Season Hubley, conosciuta sul set di Kung Fu. Nel 1977 sposò l'attrice Linda Gilbert, da cui nel 1978 ebbe una figlia, Kansas, e da cui divorziò nel 1983. Dal 1988 al 1997 fu sposato con l'attrice Gail Jensen, e dal 1998 al 2001 con l'attrice Marina Anderson. Nel 2004 sposò la quinta moglie, la produttrice Anne Kirstie Fraser, con cui rimase fino alla morte.

### La morte

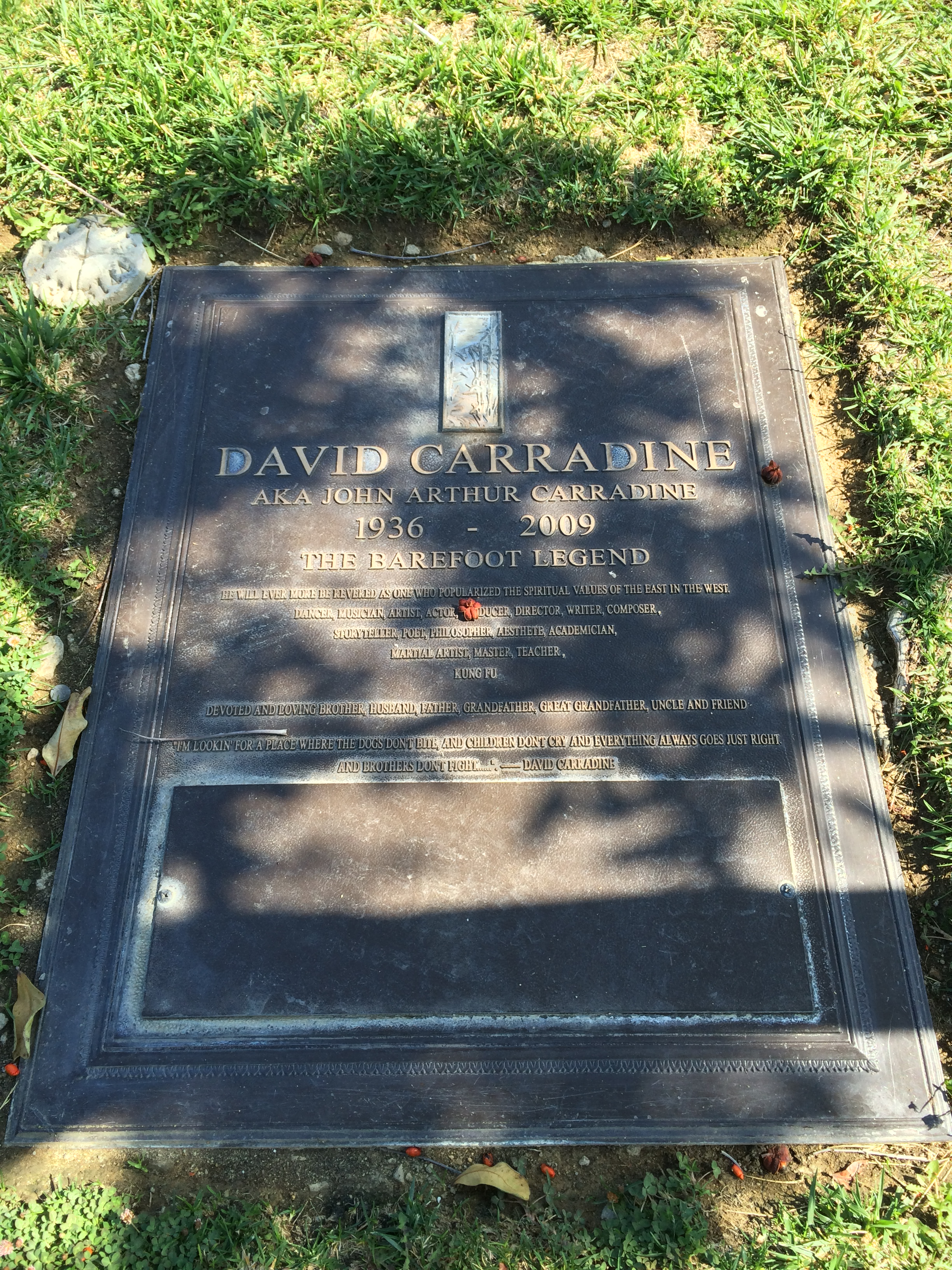
La tomba di David Carradine al Forest Lawn Memorial Park.

Il 31 maggio 2009, l'attore era atterrato a Bangkok per prendere parte alle riprese del film Stretch, quando quattro giorni dopo il suo corpo senza vita venne trovato impiccato all'interno della suite del Park Nai Lert Hotel. In un primo momento amici e colleghi pensarono a un suicidio da parte dell'attore, a causa delle voci in quel periodo di un possibile cancro e di una vecchiaia da lui non bene accettata. Personale dell'albergo e troupe riferirono infatti che aveva passato i giorni precedenti bevendo continuamente birra e in evidente stato euforico.
Le indagini della polizia di Bangkok riveleranno tuttavia che l'attore rimase vittima di un gioco di asfissia autoerotica, finito in tragedia. Carradine infatti venne trovato nudo e con gli organi genitali legati a una corda. Fu confermato (grazie alle telecamere a circuito chiuso) anche il fatto che nessuna persona esterna fosse intervenuta nella sua camera d'albergo. La famiglia Carradine, però, non credendo né all'ipotesi del suicidio né a quella del gioco autoerotico, chiese ufficialmente all'FBI di intervenire nelle indagini a fianco delle autorità thailandesi.
David Carradine venne sepolto nel Forest Lawn Memorial Park di Hollywood Hills, California.

## Filmografia

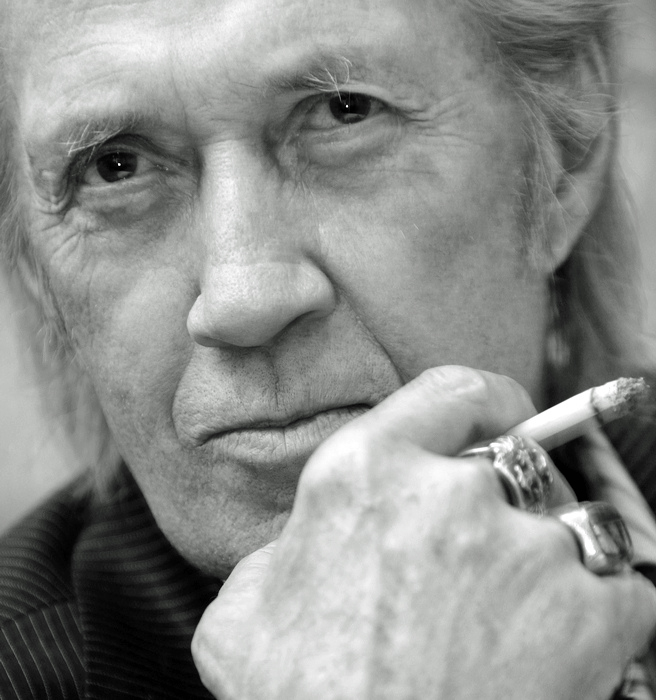
David Carradine all'Eurasia International Film Festival 2006

### Attore

#### Cinema
- Taggart - 5000 dollari vivo o morto (Taggart), regia di R.G. Springsteen (1964)
- Febbre sulla città (Bus Riley's Back in Town), regia di Harvey Hart (1965)
- L'emblema di Viktor (Too Many Thieves), regia di Abner Biberman (1967)
- The Violent Ones, regia di Fernando Lamas (1967)
- Il pistolero di Dio (Heaven with a Gun), regia di Lee H. Katzin (1969)
- Appuntamento per una vendetta (Young Billy Young), regia di Burt Kennedy (1969)
- Il grande giorno di Jim Flagg (The Good Guys and the Bad Guys), regia di Burt Kennedy (1969)
- L'ultimo tramonto sulla terra dei Mc Masters (The McMasters), regia di Alf Kjellin (1970)
- Macho Callagan (Macho Callahan), regia di Bernard L. Kowalski (1970)
- America 1929 - Sterminateli senza pietà (Boxcar Bertha), regia di Martin Scorsese (1972)
- Il lungo addio (The Long Goodbye), regia di Robert Altman (1973)
- Mean Streets - Domenica in chiesa, lunedì all'inferno, regia di Martin Scorsese (1973)
- Anno 2000 - La corsa della morte (Death Race 2000), regia di Paul Bartel (1975)
- You and Me, regia di David Carradine (1975)
- Cannonball, regia di Paul Bartel (1976)
- Questa terra è la mia terra (Bound for Glory), regia di Hal Ashby (1976)
- Inferno in Florida (Thunder and Lightning), regia di Corey Allen (1977)
- L'uovo del serpente (The Serpent's Egg), regia di Ingmar Bergman (1977)
- Salvate il Gray Lady (Gray Lady Down), regia di David Greene (1978)
- I gladiatori dell'anno 3000 (Deathsport), regia di Allan Arkush, Nicholas Niciphor, Roger Corman (1978)
- Messaggi da forze sconosciute (Circle of Iron), regia di Richard Moore (1978)
- Je te tiens, tu me tiens par la barbichette, regia di Jean Yanne (1979)
- Fast Charlie... the Moonbeam Rider, regia di Steve Carver (1979)
- I cavalieri dalle lunghe ombre (The Long Riders), regia di Walter Hill (1980)
- Cloud Dancer, regia di Barry Brown (1980)
- Americana, regia di David Carradine (1981)
- Il rally più pazzo d'Africa (Safari 3000), regia di Harry Hurwitz (1982)
- Il serpente alato (Q), regia di Larry Cohen (1982)
- Trick or Treats, regia di Gary Graver (1982)
- Una magnum per McQuade (Lone Wolf McQuade), regia di Steve Carver (1983)
- Kain il mercenario, regia di John C. Broderick (1984)
- Oltre il confine (On the Line), regia di José Luis Borau (1984)
- Vietnam: la grande fuga (Behind Enemy Lines), regia di Gideon Amir (1986)
- Risposta armata (Armed Response), regia di Fred Olen Ray (1986)
- Heartbeat, regia di John Nicolella (1987)
- Battaglione di disciplina (The Misfit Brigade), regia di Gordon Hessler (1987)
- Warlords - i signori della guerra (Warlords), regia di Fred Olen Ray (1988)
- Neve tropicale (Tropical Snow), regia di Ciro Durán (1988)
- Marathon (Run for Your Life), regia di Terence Young (1988)
- Fatal Secret, regia di Mats Helge e Anders Nilsson (1988)
- Animal Protector, regia di Mats Helge (1988)
- Night Children - I ragazzi della notte (Night Children), regia di Norbert Meisel (1989)
- Nowhere to Run, regia di Carl Franklin (1989)
- Il regno dei malvagi stregoni (Wizards of the Lost Kingdom II), regia di Charles B. Griffith (1989)
- Il dono del silenzio (Sonny Boy), regia di Robert Martin Carroll (1989)
- Crime Zone, regia di Luis Llosa (1989)
- Se ti piace... vai... (Try This One for Size), regia di Guy Hamilton (1989)
- Due gemelli e una monella (Think Big), regia di Jon Turteltaub (1989)
- Open Fire, regia di Roger Mende (1989)
- Future Force, regia di David A. Prior (1989)
- Tramonto (Sundown: The Vampire in Retreat), regia di Anthony Hickox (1989)
- The Mad Bunch, regia di Mats Helge e Arne Mattsson (1989)
- Crime of Crimes, regia di Alfredo Zacarías (1989)
- Le orme della Lince (Las huellas del lince), regia di Antonio Gonzalo (1990)
- Due nel mirino (Bird on a Wire), regia di John Badham (1990)
- Future Zone, regia di David A. Prior (1990)
- Codice marziale (Martial Law), regia di Steve Cohen (1991)
- I guerrieri delle dune (Dune Warriors), regia di Cirio H. Santiago (1991)
- Terrore a mezzanotte (Midnight Fear), regia di William Crain (1991)
- The Eliminator (Stroker o Project Eliminator), regia di H. Kaye Dyal (1991)
- Capital Punishment, regia di David Huey (1991)
- Karate Cop, regia di Alan Roberts (1991)
- Giungla di fuoco (Field of Fire), regia di Cirio H. Santiago (1991)
- Evil Toons - Non entrate in quella casa... (Evil Toons), regia di Fred Olen Ray (1992)
- Doppio guaio a Los Angeles (Double Trouble), regia di John Paragon(1992)
- Waxwork 2 - Bentornati al museo delle cere (Waxwork II: Lost in Time), regia di Anthony Hickox (1992)
- Roadside Prophets, regia di Abbe Wool (1992)
- Night Rhythms, regia di Gregory Dark (1992)
- Istinti pericolosi (Animal Instincts), regia di Gregory Dark (1992)
- Distant Justice, regia di Tôru Murakawa (1992)
- Kill Zone, regia di Cirio H. Santiago (1993)
- Dead Center, regia di Steve Carver (1993)
- Frontera Sur (Code Death: Frontera Sur), regia di Ernesto García Cabral e Hugo Stiglitz (1993)
- Bitter End, regia di Bill Henderson (1993)
- Cercasi successo disperatamente (Hollywood Dream), regia di Ninì Grassia (1994)
- L'aquila e il cavallo (L'aigle et le cheval), regia di Serge Korber (1994)
- Confronto finale (The Rage), regia di Sidney J. Furie (1997)
- The Good Life, regia di Alan Mehrez e Matthew Harrison (1997)
- Jailbreak (Macon County Jail), regia di Victoria Muspratt (1997)
- Gli adoratori del male (Children of the Corn V: Fields of Terror), regia di Ethan Wiley (1998)
- The New Swiss Family Robinson, regia di Stewart Raffill (1998)
- The Effects of Magic, regia di Charlie Martinez e Chuck Martinez (1998)
- Sublet, regia di John Hamilton (1998)
- Light Speed, regia di Roger Mende (1998)
- Disegno Criminale (Lovers and Liars), regia di Mark Freed (1998)
- Knocking on Death's Door, regia di Mitch Marcus (1999)
- Shepherd, regia di Peter Hayman (1999)
- Natural Selection, regia di Mark Lambert Bristol (1999)
- Zoo, regia di Alexandra King (1999)
- The Puzzle in the Air, regia di Gino Cabanas (1999)
- Il bacio di uno sconosciuto (Kiss of a Stranger), regia di Sam Irvin (1999)
- Dangerous Curves, regia di Jeremiah Cullinane (2000)
- Full Blast, regia di Eric Mintz (2000)
- Nightfall, regia di Gwyneth Gibby (2000)
- Guaranteed on delivery (G.O.D.), regia di Dean Rusu (2001)
- The Donor, regia di Jean-Marie Pallardy (2001)
- Down 'n Dirty, regia di Fred Williamson (2001)
- Wheatfield with Crows, regia di Brent Roske (2002)
- Kill Bill: Volume 1 (Kill Bill: Vol. 1), regia di Quentin Tarantino (2003)
- Bala perdida, regia di Pau Martínez (2003)
- American Reel, regia di Mark Archer (2003)
- Dead & Breakfast, regia di Matthew Leutwyler (2004)
- Kill Bill: Volume 2, regia di Quentin Tarantino (2004)
- Last Goodbye, regia di Jacob Gentry (2004)
- Max Havoc: Curse of the Dragon, regia di Albert Pyun e Isaac Florentine (2004)
- Brothers in Arms, regia di Jean-Claude La Marre (2005)
- Miracle at Sage Creek, regia di James Intveld (2005)
- The Last Sect, regia di Jonathan Dueck (2006)
- Final Move, regia di Joey Travolta (2006)
- Homo Erectus, regia di Adam Rifkin (2007)
- Epic Movie, regia di Jason Friedberg e Aaron Seltzer (2007)
- Treasure Raiders, regia di Brent Huff (2007)
- How to Rob a Bank, regia di Andrews Jenkins (2007)
- Fall Down Dead, regia di Jon Keeyes (2007)
- Permanent Vacation, regia di W. Scott Peake (2007)
- Fuego, regia di Damian Chapa (2007)
- Big Stan, regia di Rob Schneider (2007)
- Blizhniy Boy: The Ultimate Fighter, regia di Erken Ialgashev (2007)
- Hell Ride, regia di Larry Bishop (2008)
- Camille, regia di Gregory Mackenzie (2008)
- Last Hour, regia di Pascal Caubet (2008)
- Break, regia di Marc Clebanoff (2008)
- The Golden Boys, regia di Daniel Adams (2008)
- Kandisha, regia di Jerome Cohen-Olivar (2008)
- Richard III, regia di Scott Anderson (2008)
- My Suicide, regia di David Lee Miller (2009)
- Absolute Evil, regia di Ulli Lommel (2009)
- Road of No Return, regia di Parviz Saghizadeh (2009)
- Crank: High Voltage, regia di Mark Neveldine e Brian Taylor (2009)
- Autumn, regia di Steven Rumbelow (2009)
- The Rain, regia di Douglas Schulze (2009)
- Bad Cop, regia di Damian Chapa (2009)
- All Hell Broke Loose, regia di Christopher Forbes (2009)
- Six Days in Paradise, regia di John Vidor (2010)
- Money to Burn, regia di Roger Mende (2010)
- Detention, regia di James D.R. Hickox (2010)
- True Legend, regia di Yuen Wo Ping (2010)
- Su Qi-Er, regia di Woo-ping Yuen (2010)
- Stretch, regia di Charles de Meaux (2011)
- Eldorado, regia di Richard Driscoll (2012)
- Night of the Templar, regia di Paul Sampson (2012)
- Mata Hari, regia di David Carradine (2013) post-produzione

#### Televisione

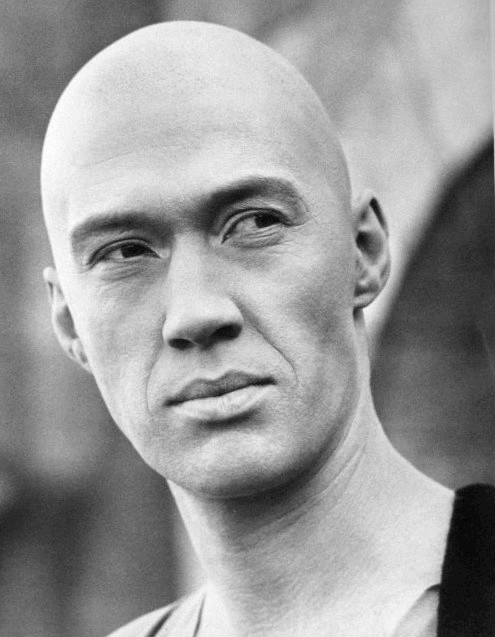
David Carradine in un'immagine di Kung Fu (1972)

- A Christmas Carol, regia di James Caddigan – film TV (1947)
- Armstrong Circle Theatre – serie TV, episodio 13x19 (1963)
- Carovane verso il West (Wagon Train) – serie TV, episodio 7x09 (1963)
- Assistente sociale (East Side/West Side) – serie TV, episodio 1x08 (1963)
- Sotto accusa (Arrest and Trial) – serie TV, episodio 1x23 (1964)
- Il virginiano (The Virginian) – serie TV, episodio 2x23 (1964)
- Polvere di stelle (Bob Hope Presents the Chrysler Theatre) – serie TV, episodio 2x17 (1965)
- L'ora di Hitchcock (The Alfred Hitchcock Hour) – serie TV, episodi 2x26-3x22 (1964-1965)
- Le cause dell'avvocato O'Brien (The Trials of O'Brien) – serie TV, episodi 1x20-1x21 (1966)
- Shane – serie TV, 17 episodi (1966)
- Johnny Belinda, regia di Paul Bogart – film TV (1967)
- Coronet Blue – serie TV, episodio 1x03 (1967)
- Cimarron Strip – serie TV, episodio 1x05 (1967)
- Reporter alla ribalta (The Name of the Game) – serie TV, episodio 2x19 (1970)
- Maybe I'll Come Home in the Spring, regia di Joseph Sargent – film TV (1971)
- Gunsmoke – serie TV, episodio 16x22 (1971)
- Mistero in galleria (Night Gallery) – serie TV, episodio 2x05 (1971)
- Ironside – serie TV, episodi 1x27-4x15-5x13 (1968-1971)
- Kung Fu – serie TV, 63 episodi (1972-1975)
- La famiglia Holvak (The Family Holvak) – serie TV, episodi 1x01-1x02 (1975)
- Mr. Horn, regia di Jack Starrett – film TV (1979)
- Il sogno di Tahiti, regia di Fielder Cook – film TV (1980)
- High Noon, Part II: The Return of Will Kane, regia di Jerry Jameson – film TV (1980)
- La camera oscura (Darkroom) – serie TV, episodio 1x09 (1981)
- Jealousy, regia di Jeffrey Bloom – film TV (1984)
- Airwolf – serie TV, episodio 1x11 (1984)
- L'ora del mistero (Hammer House of Mystery and Suspense) – serie TV, episodio 1x04 (1984)
- Fifty/Fifty (Partners in Crime) – serie TV, episodio 1x06 (1984)
- Professione pericolo (The Fall Guy) – serie TV, episodi 3x11-4x07 (1983-1984)
- Nord e Sud – miniserie TV, 6 episodi (1985)
- Il seme del male (The Bad Seed), regia di Paul Wendkos – film TV (1985)
- Kung Fu: The Movie, regia di Richard Lang – film TV (1986)
- Maledetta libertà (Oceans of Fire), regia di Steve Carver – film TV (1986)
- Nord e Sud II (North and South, Book II) – miniserie TV, 6 episodi (1986)
- Storie incredibili (Amazing Stories) – serie TV, episodio 2x09 (1986)
- Incubo ad Alcatraz (Six Against the Rock), regia di Paul Wendkos – film TV (1987)
- Night Heat – serie TV, episodio 3x12 (1987)
- Matlock – serie TV, episodi 2x10-4x09-4x10 (1987-1989)
- Ho visto cosa hai fatto... e so chi sei! (I Saw What You Did), regia di Fred Walton – film TV (1988)
- The Cover Girl and the Cop, regia di Neal Israel – film TV (1989)
- I ragazzi della prateria (The Young Riders) – serie TV, episodio 2x02 (1990)
- Sorveglianza mortale (Deadly Surveillance), regia di Paul Ziller – film TV (1991)
- Brotherhood of the Gun, regia di Vern Gillum – film TV (1991)
- The Gambler Returns: The Luck of the Draw, regia di Dick Lowry – film TV (1991)
- The Ray Bradbury Theater – serie TV, episodio 4x07 (1990)
- Human Target – serie TV, episodio 1x02 (1992)
- Kung Fu: la leggenda continua (Kung Fu: The Legend Continues), regia di Jud Taylor – film TV (1992)
- Kung Fu: la leggenda continua (Kung Fu: The Legend Continues) – serie TV, 84 episodi (1993-1997)
- La signora del West (Dr. Quinn, Medicine Woman) – serie TV, episodio 5x20 (1997)
- Ultima fermata Saber River (Last Stand at Saber River), regia di Dick Lowry – film TV (1997)
- Lost Treasure of Dos Santos, regia di Jorge Montesi – film TV (1997)
- Fast Track – serie TV, episodio 1x18 (1998)
- Nosferatu: The First Vampire, regia di Wayne Keeley – film TV (1998)
- Martian Law, regia di Anthony Hickox – film TV (1998)
- Profiler - Intuizioni mortali (Profiler) – serie TV, episodio 3x12 (1999)
- Streghe (Charmed) – serie TV, episodio 1x22 (1999)
- Acapulco H.E.A.T. – serie TV, episodio 1x25 (1999)
- In tribunale con Lynn (Family Law) – serie TV, 3 episodi (2000)
- By Dawn's Early Light, regia di Arthur Allan Seidelman – film TV (2000)
- Largo Winch: The Heir, regia di David Wu – film TV (2001)
- La regina di spade (Queen of Swords) – serie TV, episodio 1x10 (2001)
- The Nightmare Room – serie TV, episodio 1x04 (2001)
- Lizzie McGuire – serie TV, episodio 1x12 (2001)
- Il guardiano di Red Rock (Warden of Red Rock), regia di Stephen Gyllenhaal – film TV (2001)
- Titus – serie TV, episodio 3x06 (2001)
- The Defectors, regia di Jim Banks – film TV (2001)
- Out of the Wilderness, regia di Gabe Essoe e Steve Kroschel – film TV (2001)
- Largo Winch – serie TV, episodi 1x24-2x01 (2001-2002)
- The Outsider, regia di Randa Haines – film TV (2002)
- Alias – serie TV, episodi 2x20-3x19 (2003-2004)
- Eve – serie TV, episodio 2x13 (2005)
- La principessa e la magia del drago (Son of the Dragon) – miniserie TV, regia di David Wu (2006)
- Medium – serie TV, episodio 2x16 (2006)
- In Case of Emergency - Amici per la pelle (In Case of Emergency) – serie TV, episodio 1x03 (2007)
- Tiempo final – serie TV, episodio 2x06 (2008)
- Kung Fu Killer, regia di Philip Spink – film TV (2008)
- Mental – serie TV, episodio 1x03 (2009)
- Dinocroc vs. Supergator, regia di Jim Wynorski – film TV (2010)
- No Clean Break – serie TV, episodi sconosciuti (2010)

### Doppiatore
- Una giungla di stelle per capitan Simian (Captain Simian & The Space Monkeys) – serie animata, episodi sconosciuti (1996)
- Fievel - Il tesoro dell'isola di Manhattan (An American Tail: The Treasure of Manhattan Island) – film animazione, regia di Larry Latham (1998)
- Le avventure di Jackie Chan (Jackie Chan Adventures) – serie animata, episodio 2x02 (2001)
- Balto - Il mistero del lupo (Balto II: Wolf Quest), regia di Phil Weinstein (2002)
- King of the Hill – serie animata, episodio 6x21 (2002)
- Hair High, regia di Bill Plympton (2004)
- Danny Phantom – serie animata, episodi 2x06-2x15 (2005-2006)
- Saints Row – videogioco, pubblicato da THQ (2006)
- Death Race, regia di Paul W. S. Anderson (2008)

### Regista
- Kung Fu – serie TV, 3 episodi (1974)
- You and Me (1975)
- Americana (1981)
- Lizzie McGuire – serie TV, episodi sconosciuti (2001)
- Mata Hari (2013) post-produzione

## Opere letterarie
- Lo spirito di Shaolin. La via del kung fu, Edizioni Mediterranee, 1993, ISBN 9788827201985.
- (EN) David Carradine's Tai Chi Workout: The Beginner's Program for a Healthier Mind and Body, Henry Holt and Company, 15 aprile 1995, ISBN 9780805037678.
- (EN) Endless Highway, Journey Editions, 1995, ISBN 9781885203205.
- Kill Bill Diary, Bietti, 2011, ISBN 9788882482442.

## Discografia
- Grasshopper, LP, Polydor 1975
- Grasshopper, LP, Jet Records, 1975
- Bound for Glory, LP, Original Motion Picture Score, United Artist Recordm, 1976
- Around / Cosmic Joke, 7", Singolo, Jet Records 1975
- Jesus Christ , 7", Singolo, United Artists Records, 1976
- Cosmic Joke / Chicken Song, 7", Singolo, Jet Records, 1976
- Walk the Floor , 7", Singolo, Coop Records, 1985

## Premi
Vincitore:
- 1976: National Board of Review of Motion Pictures, Best Actor, - Questa terra è la mia terra.
- 2004: Saturn Award for Best Supporting Actor - Kill Bill.
- 2005: Action On Film International Film Festival LIfetime Achievement Award

Candidato:
- 1974: Golden Globe Awards: Television, Best Actor, Drama, Kung Fu.
- 1977: Golden Globe Award for Best Actor - Motion Picture Drama, Questa terra è la mia terra.
- 1986: Golden Globe Awards: Mini-series, Best Supporting Actor, Nord e Sud.
- 2005: Golden Globe Award for Best Supporting Actor - Motion Picture, Kill Bill.

## Doppiatori italiani
Nelle versioni in italiano delle opere in cui ha recitato, David Carradine è stato doppiato da:
- Dario Penne in Kung Fu: la leggenda continua, Gli anni delle tentazioni, Alias, Epic Movie, Road of No Return, Homo Erectus, Camille
- Cesare Barbetti in America 1929 - Sterminateli senza pietà, Salvate il Gray Lady, L'uovo del serpente
- Raffaele Uzzi in Marathon, Final Move, Nord e Sud, Nord e Sud II
- Michele Gammino in Ho visto cosa hai fatto e so chi sei, Brothers in Arms
- Adalberto Maria Merli in Kill Bill volume 1, Kill Bill vol. 2
- Rodolfo Bianchi in Kung Fu Killer, Kung Fu Killer II
- Gigi Pirarba in Anno 2000 - La corsa della morte, Cannonball
- Romano Malaspina in Tramonto, Anno 2000 la corsa della morte (ridoppiaggio)
- Franco Agostini in Kung Fu
- Riccardo Cucciolla in Questa terra è la mia terra
- Luciano De Ambrosis in L'ultimo tramonto sulla terra dei McMasters
- Elio Zamuto in Una Magnum per McQuade
- Pietro Biondi in Due nel mirino
- Carlo Marini in By Dawn's Early Light
- Antonio Colonnello in Evil Toons - Non entrate in quella casa...
- Stefano De Sando in Largo Winch
- Ugo Pagliai ne I cavalieri dalle lunghe ombre
- Angelo Maggi in Gli adoratori del male
- Eugenio Marinelli in Disegno criminale
- Maurizio Scattorin in La principessa e la magia del drago
- Mino Caprio in Crank: High Voltage
- Pino Colizzi ne L'ora del mistero
- Massimo Lodolo in Profiler - Intuizioni mortali
- Emilio Cappuccio in Streghe
- Mario Zucca ne Il guardiano di Red Rock
- Ennio Coltorti in Medium
- Roberto Benfenati in America 1929 - Sterminateli senza pietà (ridoppiaggio)

Da doppiatore è sostituito da:
- Enrico Maggi in Balto - Il mistero del lupo